# Obraz anamorfotyczny
Obraz anamorfotyczny – termin używany w odniesieniu do kinematograficznej techniki rejestracji obrazu panoramicznego na taśmach filmowych 35 mm, a także innych mediach służących do zapisu obrazu i w początkowym założeniu przystosowanych do rejestracji obrazu o proporcjach niepanoramicznych. Termin ten stosowany jest także w odniesieniu do projekcji kinowej wymagającej projektorów wyposażonych w optykę z soczewkami anamorfotycznymi pozwalającymi odtworzyć oryginalne proporcje obrazu na ekranie. Obrazu anamorfotycznego nie należy mylić z opracowanym dla potrzeb telewizji cyfrowym obrazem anamorfotycznym, który opiera się na podobnych założeniach, ale wykorzystuje do kompresji całkiem inne metody.

## Historia rozwoju

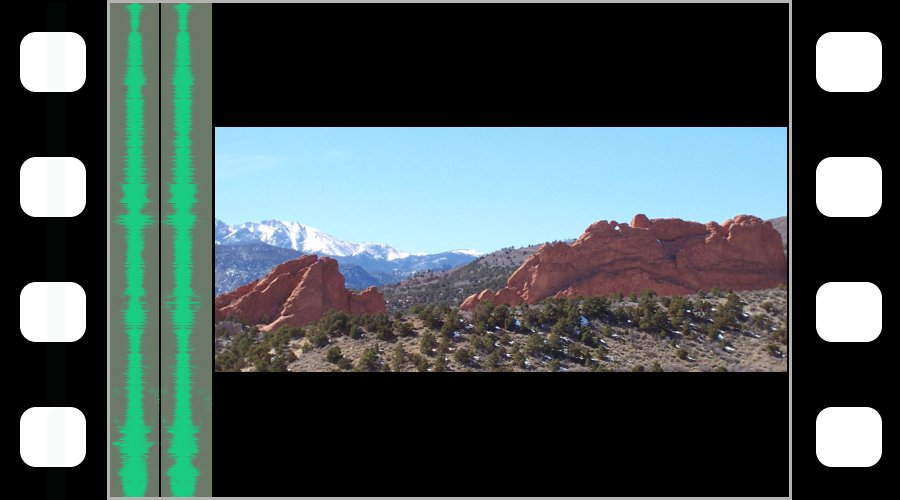
Rys 1. Podczas rejestracji obrazu panoramicznego bez wykorzystania soczewek anamorfotycznych dostępna powierzchnia klatki filmowej nie jest wykorzystywana w całości. Część powierzchni jest tracona na szerokie linie międzyklatkowe.

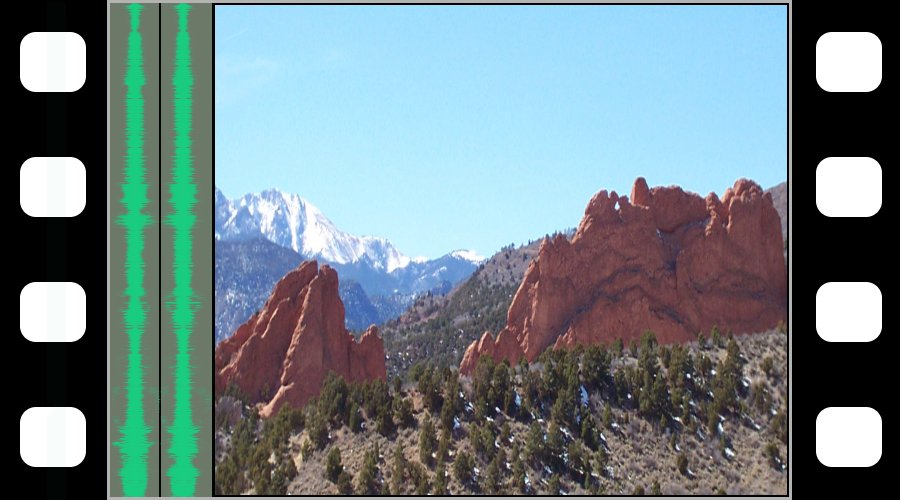
Rys 2. Zastosowanie soczewki anamorfotycznej optycznie ściska obraz w poziomie umożliwiając całkowite wykorzystanie powierzchni klatki filmowej, co skutkuje poprawą jakości obrazu. Do odtworzenia takiego filmu potrzebny jest projektor z soczewką anamorfotyczną pozwalający na rozciągnięcie obrazu i odzyskanie jego oryginalnych proporcji.

### Pierwsze rozwiązania
Proces anamorfotycznego zniekształcenia obrazu został opracowany przez francuskiego profesora Henriego Chrétiena podczas I wojny światowej w celu zapewnienia szerokiego pola widzenia z ówcześnie bardzo dynamicznie rozwijanych czołgów. Proces ten nazwany przez Chrétiena terminem Hypergonar pozawalał na 180-stopniową obserwację pola walki. Po zakończeniu wojny technologia ta zaczęła być wykorzystywana w kinematografii, a pierwszym filmem zaprezentowanym z użyciem hypergonaru był krótki obraz z 1927 roku w reżyserii Claude’a Autant-Lara Pour Construire un Feu. Później technika anamorfotycznego obrazu panoramicznego nie była już wykorzystywana, aż do 1952 roku, kiedy to amerykańska wytwórnia filmowa Twentieth Century-Fox zakupiła prawa do jej używania we własnym systemie panoramicznym CinemaScope. System CinemaScope był jednym z wielu opracowanych w latach 50. w celu zachęcenia publiczności do powrotu do kin w świetle wzrastającej konkurencji ze strony telewizji. Pierwszym pełnometrażowym filmem, który został zrealizowany z użyciem optyki anamorfotycznej, był pokazany w 1953 roku Tunika (ang. The Robe). Rozwój szerokoekranowej techniki anamorfotycznej został podyktowany potrzebą poszerzenia proporcji obrazu. Współczesne panoramiczne systemy anamorfotyczne posiadają proporcje 2,39:1, co oznacza, że obraz jest 2,39 razy dłuższy od swojej wysokości. Format akademii będący standardowym nieanamorfotycznym systemem zapisu na taśmie 35 mm posiada proporcje 1,37:1, które nie zapewniają uzyskania obrazu panoramicznego. W konwencjonalnych systemach zapisu szerokoekranowego przy pomocy zwykłych soczewek sferycznych obraz ma szerokość równą szerokości klatki filmowej. W celu zachowania proporcji obrazu panoramicznego część powierzchni klatki jest tracona przez maskowanie w procesie produkcji filmu (maskownica na obiektywie kamery) lub już w kinie podczas wyświetlania (maskownica na projektorze) (Rys. 1).
W celu wykorzystania całej powierzchni klatki filmowej stosuje się obiektywy z soczewkami anamorfotycznymi, które dwukrotnie kompresują (ściskają) obraz w poziomie (Rys. 2). Wraz ze zwiększeniem wykorzystania powierzchni klatki wzrasta również jakość zapisanego obrazu. Wprowadzone w procesie nagrywania zniekształcenie obrazu musi być odwrócone podczas jego odtwarzania, dlatego do projekcji używa się innej soczewki anamorfotycznej, rozciągającej obraz w poziomie do odpowiednich proporcji. Należy zwrócić uwagę, że obraz nie jest modyfikowany w pionie w żaden sposób, a soczewka anamorfotyczna powoduje jedynie kompresję wymiaru w jednym kierunku, czyli w poziomie.
Mogłoby się wydawać, że można uzyskać obraz panoramiczny prostszymi metodami, ale ze względu na powszechność wykorzystania taśmy filmowej standardu 35 mm ekonomiczniejsze dla producentów i właścicieli kin było dodanie odpowiednich soczewek do kamer i projektorów, niż inwestowanie w całkiem nowy format obrazu. Wprowadzenie nowej technologii wymagałoby nowego wyposażenia do przetwarzania i edycji obrazu, kamer i projektorów.

Schemat projekcji skompresowanego obrazu filmowego na szerokim ekranie

Pierwszą próbą uzyskania obrazu panoramicznego był oparty na trzech zsynchronizowanych kamerach system Cinerama, ale ostatecznie jako praktyczniejszy zwyciężył sposób oparty na soczewkach anamorfotycznych. System Cinerama poprzedził wprowadzenie standardów anamorfotycznych, ale produkcja filmów w tej technologii posiadała szereg wad. Trzy obrazy z trzech równolegle ustawionych kamer nigdy nie pasowały do siebie idealnie, zwłaszcza na krawędziach, a do ich odtwarzania potrzeba było aż trzech doskonale zsynchronizowanych projektorów wyświetlających obrazy z taśm filmowych o niestandardowej wysokości klatki wynoszącej 6 otworów, co zwiększało czterokrotnie całkowitą długość materiału filmowego. Ponadto do kręcenia filmów potrzebne były trzy kamery lub jedna, trójobiektywowa, naświetlająca obraz jednocześnie na trzech taśmach, co z kolei powodowało problemy z synchronizacją. Mimo to popularność kina panoramicznego była bardzo duża, co we wczesnych latach 50. motywowało wytwórnie do prac nad nowymi technologiami wyświetlania. Ogólnie bardzo niewielka liczba filmów była dystrybuowana w formacie Cinerama i wyświetlana w specjalnie przystosowanych do niego kinach. Atrakcyjność systemu anamorfotycznego polegała na tym, że oferował on podobne proporcje obrazu co Cinerama (2,59:1), ale bez jego niewygody i konieczności synchronizacji mechanizmów przesuwu taśm.

### Rozwiązania współczesne
Obecnie popularnie używany standard panoramiczny nazywany jest ogólnie jako „Scope” lub „2,35”, a pojawiający się w czołówkach filmów napis „Filmed in Panavision” oznacza, że materiał został nakręcony przy użyciu anamorfotycznej optyki opracowanej przez Panavision. Wszystkie powyższe nazwy oznaczają, że przeznaczona do dystrybucji kopia filmu wykorzystuje projektor z soczewką anamorfotyczną zmieniającą proporcje na 2:1, czyli rozciągającą obraz dwukrotnie w poziomie. Format ten jest prawie identyczny z wcześniejszym CinemaScope, poza nieznacznymi różnicami technicznymi.

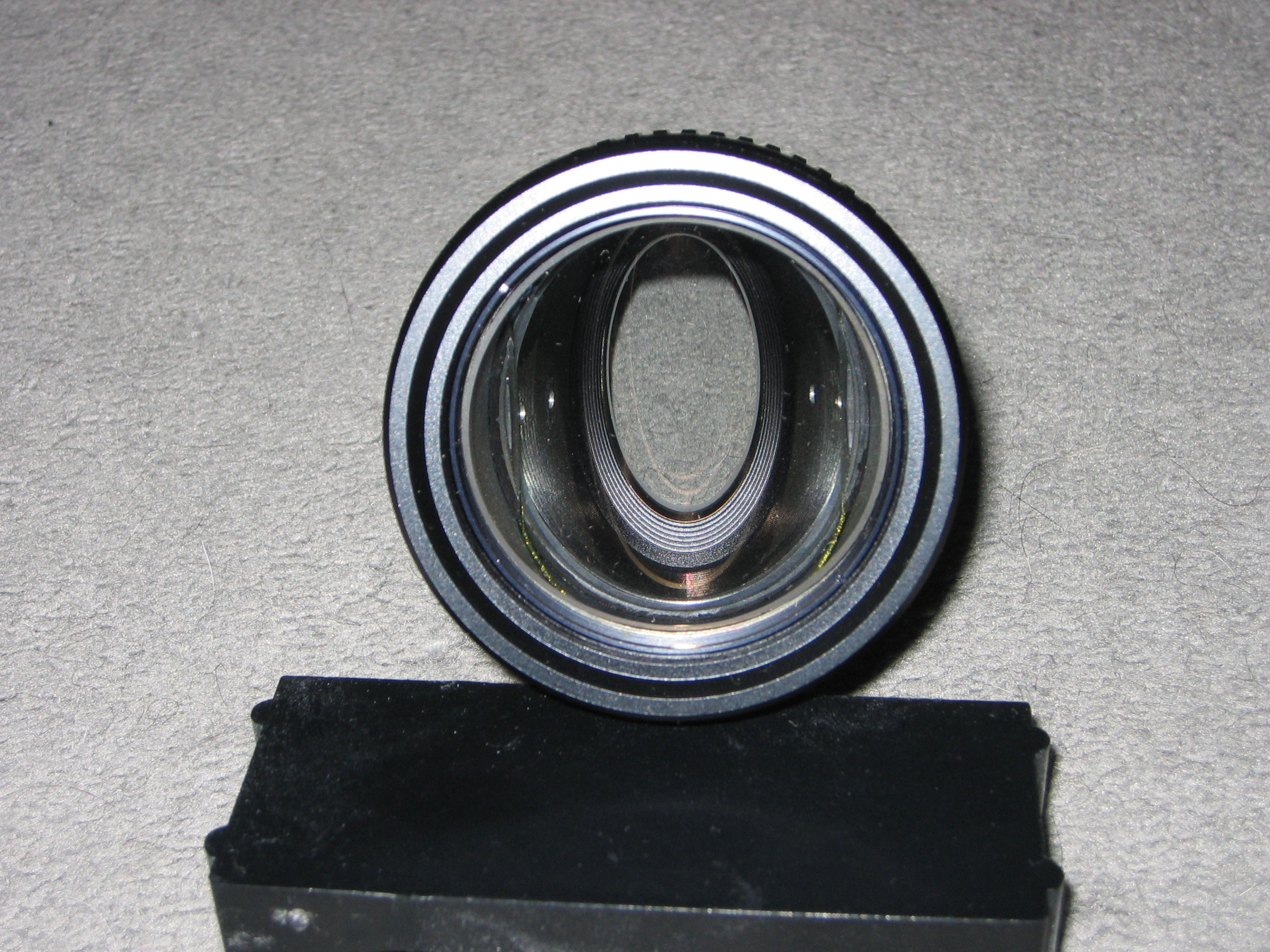
Okrągła przysłona obiektywu anamorfotycznego widziana od frontu wydaje się mieć kształt owalu.

Stosowanie kamer z soczewkami anamorfotycznymi powoduje niejednokrotnie powstawanie specyficznych artefaktów, które nie występują przy filmowaniu z użyciem klasycznej optyki sferycznej. Jednym z nich są flary z charakterystycznymi, poziomymi liniami o niebieskim zabarwieniu, które są najbardziej widoczne przy filmowaniu jasnych punktów na ciemnym tle, np. świateł samochodowych w nocy. Cecha ta niekoniecznie jest wadą i niejednokrotnie bywa wstawiana jako efekt specjalny do produkcji filmowanych zwykłymi soczewkami, aby zasymulować anamorfotyczne. Inną charakterystyczną cechą obrazu filmowanego optyką anamorfotyczną są refleksy świetlne na soczewkach, które mają kształt eliptyczny, a nie kolisty. Poza tym szeroki kąt soczewek anamorfotycznych przy zastosowaniu ogniskowych krótszych niż 40 mm powoduje powstanie perspektywy cylindrycznej wykorzystywaną przez niektórych reżyserów i operatorów.
Inną charakterystyczną dla soczewek anamorfotycznych cechą jest tendencja do rozmywania obiektów znajdujących się poza zakresem głębi ostrości bardziej w kierunku poziomym, niż pionowym. Oddalone punkty światła znajdujące się w tle obrazu pojawiają się jako owale. Podczas zmiany ogniskowej obiektywu w miarę przybliżania wyraźnie widać kurczenie się ich w poziomie, aż do rzeczywistego kształtu okręgu. Popularne twierdzenie, że soczewki anamorfotyczne posiadają mniejszą głębię ostrości, nie jest do końca prawdziwe. Obecność w obiektywie anamorfotycznym cylindrycznego elementu optycznego powoduje, że rejestruje on dwa razy szerszy obraz niż soczewka sferyczna o tej samej ogniskowej. W związku z powyższym operatorzy kamer stosują anamorfotyczne obiektywy o ogniskowej 50 mm odpowiadające optyce sferycznej 25 mm, 70 mm odpowiadające 35 mm i tak dalej.
Chociaż format szerokoekranowego obrazu anamorfotycznego nadal jest wykorzystywany w kamerach filmowych, to coraz bardziej traci on popularność na rzecz standardu Super 35. Wykorzystuje on zwykłe soczewki sferyczne znacznie doskonalsze od anamorfotycznych, a obraz jest maskowany od góry i od dołu do uzyskania pożądanej proporcji. W procesie postprodukcji możliwe jest wykonanie kopii w dowolnym standardzie, także do wyświetlania w kinach z projektorami wyposażonymi w anamorfotyczne obiektywy. Najważniejsze różnice standardu Super 35 w porównaniu do anamorfotycznego polegają na tym, że:
- obiektywy anamorfotyczne powodują powstawanie artefaktów i zniekształceń opisanych powyżej,
- optyka anamorfotyczna jest znacznie droższa, niż soczewki sferyczne,
- optyka anamorfotyczna nie rejestruje żadnych danych o obrazie ponad i poniżej krawędzi klatki, więc nie może być w prosty sposób przeniesiona na media o węższych proporcjach obrazu, takich jak 4:3 czy 16:9, popularnych w telewizji,
- ziarno współczesnych materiałów światłoczułych jest bardzo małe, a dzięki wysokiej jakości procesowi postprodukcji cyfrowej Digital Intermediate (w skrócie DI), format anamorfotyczny zawsze będzie oferował większą rozdzielczość obrazu, niż standardy nieanamorfotyczne.

Mimo niedoskonałości format obrazu panoramicznego oparty na optyce anamorfotycznej jest głęboko zakorzeniony we współczesnej kinematografii. Bez względu na rodzaj kamer i optyki wykorzystywanych do produkcji filmów, kopie dystrybucyjne są w znakomitej większości produkowane w proporcji panoramicznej 2,39:1 dla projektorów anamorfotycznych. Prawdopodobnie sytuacja ta nie zmieni się szybko, ze względu na to, że właściciele kin na całym świecie nie są chętni do zmiany urządzeń projekcyjnych.
Wielu reżyserów i producentów filmowych, wykorzystujących standard anamorfotyczny, kręci swoje filmy tylko w taki sposób. Do reżyserów wiernych anamorfotycznemu standardowi panoramicznemu należą między innymi Clint Eastwood, John McTiernan, Jan de Bont, Mel Gibson i Michael Bay. Wielu słynnych operatorów filmowych, takich jak Donald McAlpine, Vilmos Zsigmond, László Kovács i John Schwartzman stało się swego rodzaju adwokatami formatu anamorfotycznego.

## Określenie proporcji obrazu
Ze względu na nieporozumienia dotyczącego określenia proporcji obrazu dla taśm filmowych 35 mm, funkcjonuje obecnie kilka jego nazw. Soczewka anamorfotyczna zapewnia kompresję obrazu w poziomie w stosunku 2:1, co logicznie rzecz ujmując powinno skutkować dwukrotnym poszerzeniem standardowego formatu akademii 1,37:1 i dać w rezultacie 2,74:1. Ze względu na różnice w przysłonach i rozmiarach maskowaniu obrazu dla filmów anamorfotycznych ich rozmiary różniły się od produkcji kręconych kamerami ze standardową sferyczną optyką. Dodatkowo standard określony przez SMPTE zmieniał się wraz z upływem czasu, a filmy nakręcone przed 1957 posiadały zamiast magnetycznej, optyczną ścieżkę zapisu dźwięku, która zajmowała część klatki zmieniając proporcje obrazu do 2,55:1.
Pierwszą definicję standardu, opracowaną przez SMPTE (PH22.106-1957) dla projekcji anamorfotycznej z optyczną ścieżką dźwiękową, wydano w grudniu 1957, określając rozmiar klatki na 0,839 × 0,715 cala (proporcja 1,17:1). Proporcja obrazu po dwukrotnym rozciągnięciu soczewką anamorfotyczną wynosiła 2,35:1. Kolejna definicja standardu (PH22.106-1971) została wydana w październiku 1970 i określiła wysokość obrazu jako odrobinę mniejszą w celu łatwiejszego zamaskowania klejeń negatywu podczas projekcji (taśma z zapisem anamorfotycznym posiadała mniejszą przerwę międzyklatkową, niż jakikolwiek inny standard). Nowa wielkość klatki została określona na 0,838 × 0,7 cala w proporcji 1,19:1, co po dekompresji dało wartość 2,39:1 (bardzo często zaokrąglaną do 2,40:1). Ostatnia, najaktualniejsza definicja standardu (SMPTE 195-1993), wydana w sierpniu 1993 roku, nieznacznie zmieniła proporcje obrazu w celu ujednolicenia szerokości klatki wszystkich formatów, tak anamorfotycznych, jak i sferycznych, do 0,825 cala. Przy zachowaniu poprzedniej proporcji klatki wynoszącej 1,19:1 jej wymiary wynoszą 0,825 × 0,690 cala.
Anamorfotyczne kopie projekcyjne filmów, głównie przez przyzwyczajenie, są do tej pory nazywane przez profesjonalistów z branży filmowej Scope lub 2,35. Obecnie oznaczenia 2,35:1, 2,39:1 i 2,40:1 odnoszą się do tego samego standardu (poza specjalistycznymi zastosowaniami i badaniami historycznymi).

## Producenci optyki i nazwy formatów
Na świecie istnieje wielu producentów soczewek anamorfotycznych, a poniżej wymieniono jedynie tych, których produkty są wykorzystywane w przemyśle filmowym.

### Rejestracja obrazu
- Panavision: Najważniejszy producent optyki anamorfotycznej posiadający w ofercie wiele serii obiektywów anamorfotycznych o ogniskowych od 20 do 2000 mm.
  - C-Series – najstarsza seria C to małe i lekkie obiektywy najpopularniejsze w ręcznych kamerach ze stabilizacją steadicam. Niektórzy z operatorów preferują tę serię soczewek ze względu na uzyskiwany przy ich pomocy obraz o mniejszym kontraście.
  - E-Series – seria E jest oparta na soczewkach produkcji Nikona o znacznie większej ostrości obrazu i lepszym odwzorowaniu kolorów. Obiektywy tej serii są jaśniejsze, ale przy krótkich ogniskowych i filmowaniu z małej odległości nie zapewniają zbyt dobrej jakości zdjęć. Obiektywy anamorfotyczne E135 mm, a szczególnie E180 mm, posiadają najlepsze parametry do filmowania zbliżeń ze wszystkich wykorzystywanych w systemie Panavision.
  - Super (High) Speed – seria bardzo jasnych obiektywów z soczewkami Nikona, najjaśniejszych dostępnych na rynku optyki anamorfotycznej, charakteryzujące się niskimi wartościami przysłony od 1,4 do 1,8. Istnieje również bardzo jasny obiektyw o ogniskowej 50 mm i przysłonie 1,1. Tak jak wszystkie obiektywy z soczewkami anamorfotycznymi, także i te charakteryzują się dość miękkim (lekko rozmytym) obrazem na najniższych wartościach przysłony, dlatego w celu poprawienia ostrości należy je przymykać.
  - Primo Series i Close-Focus Primo Series – najnowsze serie anamorfotycznych obiektywów wytwórni Panavision. Oparte na soczewkach sferycznych Primo obiektywy charakteryzujące się najlepszą ostrością odwzorowania obrazu ze wszystkich obiektywów anamorfotycznych, oraz doskonałą reprodukcją koloru. Największą wadą tego rozwiązania jest duża masa optyki (od 5 do 7 kg).
- Vantage Film: projektant i producent optyki Hawk, które posiadają soczewkę anamorfotyczną umieszczoną wewnątrz, a nie, jak w systemie Panavision, na początku obiektywu, co przeciwdziała powstawaniu flar. Rozwiązanie to powoduje, że nawet jeśli flary powstaną, to są one okrągłe, a nie rozciągnięte horyzontalnie w typowy dla obiektywów anamorfotycznych sposób.
  - C-Series – opracowana w połowie lat 90. seria obiektywów o względnie małych rozmiarach i niskiej masie.
  - V-Series i V-Plus Series – najnowsze serie obiektywów, z których pierwsza została opracowana w 2001, a druga w 2007 roku. Są to obiektywy będące wersją rozwojową poprzedniej serii C, z poprawionym kontrastem, ostrością, ogniskowaniem z bliska i zniwelowanymi zniekształceniami beczkowatymi. Poprawienie charakterystyk optycznych spowodowało wzrost masy obiektywów (każdy z nich waży od 4 do 5 kg). Seria składa się z 14 obiektywów o ogniskowych od 25 do 250 mm. Obiektywy serii V umożliwiają uzyskanie najlepszej ostrości zbliżeń ze wszystkich systemów obiektywów anamorfotycznych i mogą w tej dziedzinie konkurować z optyką opartą na soczewkach sferycznych.
- Joe Dunton Camera (JDC): producent i wypożyczalnia sprzętu optycznego, działający w Anglii i Karolinie Północnej. JDC przystosowuje obiektywy oparte na soczewkach sferycznych do kinematografii anamorfotycznej, poprzez dodanie cylindrycznego elementu optycznego. Najpopularniejszym rozwiązaniem firmy jest przebudowa obiektywu Cooke S2/S3, chociaż zajmuje się ona także adaptacją optyki firmy Carl Zeiss, serii Super Speeds i Standards, oraz Canona.
- Elite Optics: rosyjski producent charakteryzujących się najlepszą na świecie jakością soczewek anamorfotycznych. Sprzedaż tej optyki w Stanach Zjednoczonych prowadzi firma Slow Motion, Inc.
- Technovision: francuski producent, który, tak jak JDC, dostosowuje obiektywy z optyką sferyczną do potrzeb formatu anamorfotycznego.
- Isco Optics: niemieckie przedsiębiorstwo, które opracowało w 1989 optykę anamorfotyczną Arriscope dla wytwórni Arri.

### Projekcja
- Schneider Kreuznach: znany również pod nazwą Century producent szeroko wykorzystywanych obiektywów anamorfotycznych do projektorów kinowych. Firma produkuje również adaptery anamorfotyczne, które mogą być instalowane w cyfrowych kamerach wideo.
- ISCO Precision Optics: niemiecki producent soczewek anamorfotycznych do projektorów kinowych.

## Super 35 i Techniscope
Chociaż wiele filmów panoramicznych zostało nakręconych przy użyciu kamer z optyką anamorfotyczną, to czasami zachodzi konieczność, podyktowana względami technicznymi lub estetycznymi, zastosowania obiektywów opartych na soczewkach sferycznych. Pomimo to, nadal jest możliwe uzyskanie kopii dystrybucyjnej z obrazem anamorfotycznym o proporcjach 2,39:1, którą uzyskuje się na drodze zaawansowanej obróbki laboratoryjnej, wspieranej systemami komputerowymi. Zmiana proporcji obrazu na panoramiczny wiąże się też ze stratą części powierzchni klatki, która jest przysłaniana u góry i u dołu kadru, mimo to operacja ta jest nadal bardzo atrakcyjną umożliwiając zmianę formatu kopii filmu na wykorzystujący do projekcji optykę sferyczną format z potrójną perforacją lub rzadziej z podwójną (system Techniscope).

## Nazwy handlowe formatów anamorfotycznych
Od początku historii kinematografii anamorfotyczny format obrazu był znany pod wieloma nazwami handlowymi, które nadano dla odróżnienia technik jego otrzymywania, podniesienia prestiżu wytwórni lub próżności właścicieli wytwórni filmowych. Podstawowy format anamorfotyczny zapisany na taśmie filmowej 35 mm został spopularyzowany jako CinemaScope, ale rozpowszechniany także pod wieloma innymi nazwami. W niektórych przypadkach nadanie nazwy rzeczywiście było umotywowane różnicami technicznymi, ale większość z nich była identyczna z pierwowzorem różniąc się jedynie nazwą. Wielość nazw spowodowała, że zaczęto używać wspólnego określenia opisującego tę technologię jako format anamorfotyczny. Poniższe nazwy handlowe bazują na opracowanym przez SMPTE standardzie taśmy filmowej 35 mm. Generalnie wszystkie poniższe technologie oparte są na wykorzystaniu dwukrotnie kompresującej obraz soczewki anamorfotycznej, identycznej dla procesu produkcji i odtwarzania i proporcjach obrazu 2,35:1 do roku 1970 i 2,39:1 po roku 1970.

### Nazwy handlowe
- AgaScope (Szwecja i Węgry)
- ArriScope (Niemcy) – technologia opracowana przez Arri.
- ArriVision (Niemcy) – technologia 3D.
- Cinepanoramic (Francja)
- CinemaScope (Stany Zjednoczone i Francja) – przed standaryzacją proporcje obrazu wynosiły odpowiednio 2,66:1 i 2,55:1.
- Cinescope (Włochy)
- Colorscope (Włochy) – wykorzystywana z różnymi formatami obrazu włącznie z anamorfotycznym.
- Daiescope (Japonia)
- Dyaliscope (Francja)
- Euroscope
- Franscope (Francja)
- Grandscope (Japonia)
- Hammerscope (Anglia)
- JDC Scope (Anglia) – system opracowany przez Joe Duntona.
- Megascope (Anglia)
- Naturama
- Nikkatsu Scope (Japonia)
- Panavision (Stany Zjednoczone)
- Panoramic(a) (Włochy)
- Regalscope (Stany Zjednoczone) – nazwa używana przez 20th Century Fox dla filmów czarno-białych w technologii CinemaScope.
- Scanoscope
- Shawscope (Hongkong)
- Sovscope (Związek Radziecki)
- Space-Vision – kino trójwymiarowe 3D
- Spectrascope
- SuperCinescope (Włochy)
- SuperTotalscope (Włochy)
- Technovision (Francja)
- Todd-AO 35 (Stany Zjednoczone)
- Toeiscope (Japonia)
- Tohoscope (Japonia)
- Totalscope (Włochy)
- Totalvision (Włochy)
- Ultrascope (Niemcy)
- Vistarama
- WarnerScope (Stany Zjednoczone) – opracowana przez Warner Bros.
- Warwickscope (Anglia)